# Lambula obliquilinea
Lambula obliquilinea là một loài bướm đêm thuộc phân họ Arctiinae, họ Erebidae.